# Meschers-sur-Gironde
Meschers-sur-Gironde – miejscowość i gmina we Francji, w regionie Nowa Akwitania, w departamencie Charente-Maritime. "Mechers" jest zlepkiem dwóch francuskich słów: "mes" i "chers", co oznacza "moi drodzy".

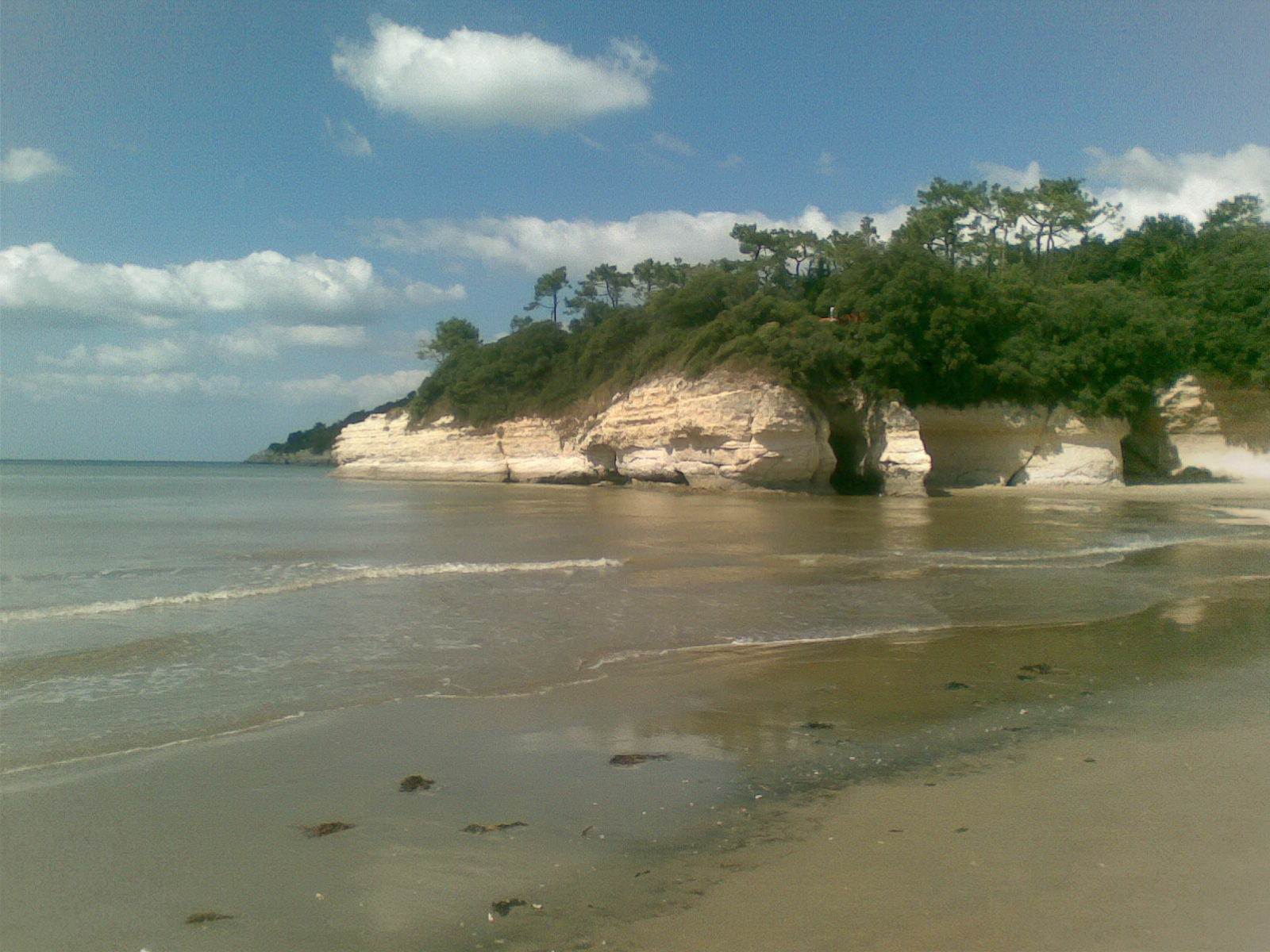
Plaża Vergnes w Meschers

Według danych na rok 1990 gminę zamieszkiwały 1862 osoby, a gęstość zaludnienia wynosiła 117 osób/km² (wśród 1467 gmin regionu Poitou-Charentes Meschers-sur-Gironde plasuje się na 152. miejscu pod względem liczby ludności, natomiast pod względem powierzchni na miejscu 545.).